# Jungenarbeit
Die Jungenarbeit – in Österreich, der Schweiz und Süddeutschland Bubenarbeit oder Burschenarbeit – ist Teil der Schulpädagogik, der Jugendarbeit bzw. der Kinder- und Jugendhilfe, die speziell auf die Arbeit mit Jungen, ihre Themen, Lebenslagen, Bedürfnisse, Sorgen und Wünsche zugeschnitten ist.

## Abgrenzung
Fachspezifisch liegt Jungenarbeit komplementär zur Mädchenarbeit einerseits, andererseits zur Koedukation. Die neuere Literatur grenzt die Jungenarbeit als „geschlechterbezogene pädagogische Arbeit erwachsener Fachmänner mit Jungen“ von dem Oberbegriff der „Jungenpädagogik“ ab
, der jegliche geschlechterbezogene Pädagogik mit Jungen umfasst. Jungenpädagogisch tätig sein können neben Männern auch Frauen oder Gleichaltrige.

## Konzeptansatz
Fragen und Erfahrungen zu Jungesein und Mannwerden, zum eigenen geschlechtlichen Selbstverständnis, zu Lebenssituation und Lebenslagen, auch zu Körper, Gesundheit, Gewalterfahrungen und insbesondere zur Sexualität lassen sich in einer geschlechtshomogenen Gruppe oft (bzw. zunächst) offener und ehrlicher bearbeiten bzw. diskutieren. Im heterosozialen Kontext neigen Jungen wie Mädchen (und Erwachsene) leicht zu Stereotypisierung. Jungen falle es untereinander leichter, individuell authentisch zu sein, aber auch ihre Gefühle mitzuteilen und über diese zu sprechen als in der Anwesenheit von Mädchen, bei der sie sich stärker an dem gesellschaftlich erwarteten Rollenverhalten der Geschlechter orientieren würden.
Als Voraussetzung dafür, dass pädagogische Arbeit mit Jungen (Buben) als Jungenarbeit definiert wird, ist oft eine spezifische Methodenauswahl weniger wichtig als die geschlechtsbezogene Kompetenz des Pädagogen im Hinblick auf die Lebenslagen von Jungen und seine geschlechterreflektierende Haltung – die er dann auch pädagogisch und methodisch umsetzt.
Das Netzwerk Schulische Bubenarbeit der Schweiz empfiehlt, an Stelle der herkömmlichen Männerstereotype ein lebensfreudiges Selbstbild zu vermitteln. Dabei sollen die Fähigkeiten der männlichen Jugendlichen im Zentrum stehen und weniger die Probleme, die sie machen. Die Erweiterung ihrer Wahrnehmungs- und Verhaltensmöglichkeiten hat positive Auswirkungen auf beide Geschlechter, auf ihr gegenseitiges Verhältnis und auch für die Lehrpersonen.